# Ма Фусян
Ма Фуся́н (спрощ.: 马福祥; кит. трад.: 馬福祥; піньїнь: Mǎ Fúxiáng ,сяо.مَا فُ‌ثِیَانْ, акад. Ма́ Фуся́н ,4 лютого 1876 Ганьсу Ланьчжоуська управа Ганьсу Династія Цін — Пекин Китайська республіка 19 серпня 1932) — китайський військовий і політик. За національністю - хуейцзу.

## Життя
Народився в 1876 в Лінься провінції Ганьсу. За часів імперії Цин був командувачем військ у Сініні, а потім — Алтаї, після повалення монархії в 1912 став командувачем військами в Сініні, в 1912-1920 був командувачем військами в Нінся, в 1920-1925 - командувачем військами в регіоні Суйюань.
У 1928 перейшов на бік Чан Кайші і став главою уряду провінції Аньхой. Обраний членом урядової комісії, потім призначений мером Циндао. Був головою Монголо-Тибетської комісії.
Помер 19 серпня 1932 році в Пекіні, Китайська республіка.

### Походження
Американський дослідник Луїс М. Дж. Шрам зазначав, що сам Ма Фусян походив із народу сантха (San-t’a), який згодом асимілювався серед хуйської (мусульманської китайської) спільноти. Сантха (San-t’a) відомі сьогодні як народ дунсян — монголи-мусульмани.
За повідомленням Шрама, предки Ма Фусяна з народу сантха належали до групи монголів, які прийняли іслам під загрозою смерті під час правління імператора Хунлі, Цяньлун (1735 – 1796), оскільки область навколо Хечжоу, де вони проживали, на той час перебувала під контролем мусульманських повстанців-салярів.
Інша, окрема група монголів-мусульман також існувала у східній частині Хечжоу. Їхні лідери заявляли про походження від імператорської родини династії Юань.
Втім, жодне інше джерело цього не підтверджує. Зазвичай Ма Фусян згадується просто як представник народу хуей, без згадки про походження від сантха або монголів-дунсян.

## Династія Цін
Ма Фусян був сином Ма Цяньліна. Його старшими братами були Ма Фушоу, Ма Фулу та Ма Фуцай. Він був четвертим сином у родині. Отримав освіту у сфері ісламських наук, вивчав Коран і Літописи Весни й Осені. У 1889 році розпочав заняття разом із Ма Фулу в залі бойових мистецтв; через три роки разом із Ма Фушоу вступив до військової школи.
У 1895 році він служив під командуванням генерала Дун Фусяна, очолюючи китайських мусульман-лоялістів для придушення повстання мусульман-бунтівників під час дунганського повстання (1895–1896).

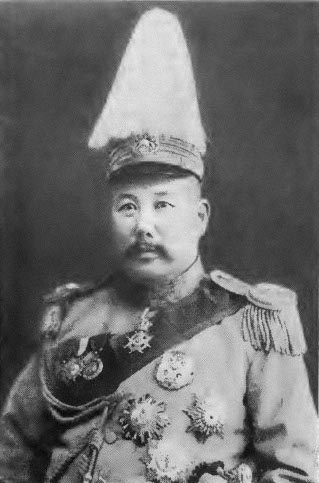
Ма Фусян в генеральській формі.

Повстанці були знищені, тисячі їх було страчено та обезголовлено силами Ма Фусяна, а його командири отримували від нього відрубані голови. У 1897 році, після завершення військової освіти, Ма Фусян отримав ступінь цзюйжен у військовій сфері та склав військовий іспит.
Ма здобув диплом з військової науки, склавши провінційні іспити. За часів династії Цін він був підвищений до звання бригадного генерала в місті Палікум, Сіньцзян. Військову підготовку проходив у Військовій школі в Ганьсу.
У 1898 році Ма Фусяна, його брата Ма Фулу та кількох кузенів перевели до Пекіна як офіцерів під командуванням генерала Дун Фусяна. Під час Боксерського повстання мусульманські війська отримали назву «Ганьсуські хоробрі» та воювали проти військ Восьми держав. Ма Фусян особисто вбив багатьох іноземців у бою. Він очолив кінну атаку проти армії Восьми держав у битві при Ланфані, розгромивши її та змусивши європейців до втечі. Разом із Ма Фулу він особисто спланував і здійснив атаку, оточивши ворожі війська з обох флангів.
Завдяки їхнім діям вторгнення іноземних військ до Пекіна було затримано ще на місяць. Мусульманські війська брали участь у запеклих боях біля воріт Чжен'янмень у Пекіні. У 1900 році під час битви за Пекін Ма Фулу та четверо його кузенів загинули. Загалом у цьому бою полягли сто солдатів із його рідного села. Ма Фулу командував бригадою, а після його смерті командування перейняв Ма Фусян.
До завершення Боксерського повстання його підрозділ брав участь в облозі іноземних посольств у Пекіні. Він також супроводжував імператорську родину до міста Сіань.
У березні 1909 року в Палікумі (Сіньцзян) Ма Фусян обіймав посаду бригадного генерала. З липня по серпень 1912 року він виконував обов'язки головного виконавчого посадовця Кукунора (фактично — губернатора області, що згодом стала провінцією Цинхай). 10 жовтня 1912 року перебував в Алтаї як командувач охоронної дивізії.